# NGC 7081
NGC 7081 је спирална галаксија у сазвежђу Водолија која се налази на NGC листи објеката дубоког неба.
Деклинација објекта је + 2° 29' 28" а ректасцензија 21h 31m 24,3s. Привидна величина (магнитуда) објекта NGC 7081 износи 12,8 а фотографска магнитуда 13,6. NGC 7081 је још познат и под ознакама UGC 11759, MCG 0-54-30, CGCG 375-49, KAZ 526, IRAS 21288+0216, PGC 66891.